# Francisco de Remolins
Francisco de Remolins y Pardines, en ocasiones nombrado como Francisco de Remolino, (Lérida, 1462 - Roma, 5 de febrero de 1518) fue cardenal y hombre de estado español.

## Biografía
Estudió en las universidades de Lérida y Pisa doctorándose in utroque iure en derecho civil y canónico. En 1496 fue nombrado obispo auxiliar de Lérida. En 1498 fue enviado a Florencia para tomar parte en el juicio contra Girolamo Savonarola. Su cercanía y buena relación con el papa Alejandro VI le llevó a renunciar a la sede de Lérida y a establecer su residencia en la Santa Sede, siendo nombrado gobernador de Roma y arzobispo de Sorrento (Italia); al servicio de este papa reprimió duramente a sus rivales los Colonna y los Orsini.
El 31 de mayo de 1503 fue consagrado cardenal presbítero con el título de San Juan y San Pablo, con cuya dignidad participó en los cónclaves de 1503 en los que fueron elegidos los papas Pío III y Julio II.
Con el ascenso de Julio II, a finales de ese mismo año huyó de Roma por temor a las posibles represalias del nuevo papa contra los partidarios de los Borgia, y se refugió en Nápoles. El propio Julio II lo llamó de nuevo a su lado, donde sirvió varios años, recibiendo los cargos de obispo de Terni y de Fermo en 1504.
En 1511 llegó a Nápoles, donde ofició como lugarteniente del virrey Ramón Folc de Cardona-Anglesola; las frecuentes ausencias de éste en su condición de jefe de la Santa Liga durante las guerras italianas llevaron a que el gobierno del reino recayera en la práctica sobre Remolins desde el 2 de noviembre de 1511 al 3 de mayo de 1512 y del 27 de mayo del mismo año al 23 de febrero de 1513.
En 1512 renunció al arzobispado de Sorrento en favor de su hermano Gisbert. Participó en el cónclave de 1513 donde fue elegido papa León X, en el V Concilio de Letrán, en el proceso de 1517 contra los cardenales Petrucci y Sauli, acusados de conspirar contra el papa y en la organización de la guerra contra los turcos.
Murió en Roma el 5 de febrero de 1518 y fue enterrado en la basílica de Santa Maria sopra Minerva. Dejó escrita una obra jurídica titulada Decisiones.